# Farlowella amazonum
Farlowella amazonum (Фарловелла амазонська) — вид риб з роду Farlowella родини Лорікарієві ряду сомоподібні.

## Опис
Загальна довжина сягає 22,5 см. Голова і тулуб витягнуті, стрункі, вкриті кістковими пластинками (навіть черево). Морда видовжена, тонка. Під час парування у самця з боків носа з'являються маленькі одонтоди (шкіряні зубчики). Очі невеликі. Рот маленький. Спинний і анальний плавці розташовані навпроти одного. Грудні плавці невеликі, трохи широкі. Черевні плавці крихітні. Хвостове стебло довге й вкрай тонке. Хвостовий плавець нагадує роздвоєний батіг.
Забарвлення бежеве з численними поперечними косими темно-коричневими смугами, що проходять по носі до очей та хвостовому стеблу і хвостовому плавцю. На голові й тулубі присутні своєрідний малюнок, який складається з тонесеньких ліній, утворюючи мережі з великими вічками, в середині яких присутні темні цяточки.

## Спосіб життя
Волі до чистої води, насиченої киснем. Зустрічається у річках зі швидкою течією, численною рослинністю та піщано-кам'янистим дном. Вдень ховається у заростях рослин, попід корчами та серед каміння. Живиться водоростями та дрібними водними організмами.

## Розповсюдження
Мешкає у річках Амазонка, Токантінс, Ла-Плата — в межах Бразилії та Аргентини.